# 隠岐さや香
隠岐 さや香（おき さやか、1975年〈昭和50年〉6月6日 - ）は、日本の科学史家。東京大学大学院教育学研究科教授。専攻は18世紀フランス科学史、科学技術論。

## 経歴
1994年（平成6年）3月、多摩大学附属聖ヶ丘高等学校卒業、同年4月に東京大学教養学部文科三類へ入学する。1998年（平成10年）3月に東京大学教養学部教養学科第一科学史科学哲学分科卒業、同年4月に東京大学大学院総合文化研究科広域科学専攻相関基礎科学系修士課程へ入学する。2000年（平成12年）3月 に修士課程修了し、同年4月には同大学院博士課程へ進学する。
2002年（平成14年）10月にはパリ社会科学高等研究院(EHESS)へ進み、DEAを取得、 同研究院博士課程へ進学する。2005年（平成17年）3月に、東京大学大学院博士課程単位取得退学する。2008年（平成16年）2月に同大学より、学位論文「十八世紀パリ王立科学アカデミーと「有用な科学」の追求:理想の学者像と道具的専門性の狭間で」にて、博士（学術）の学位を取得する。
2011年（平成23年）には『科学アカデミーと「有用な科学」』でサントリー学芸賞受賞する。
2010年（平成22年）から広島大学大学院総合科学研究科准教授、2016年（平成28年）4月から名古屋大学大学院経済学研究科教授を務め、2022年（令和4年）4月に東京大学大学院教育学研究科教授に就任した。

## 受賞歴
- 2011年12月 - 第33回サントリー学芸賞（サントリー文化財団主催）『科学アカデミーと「有用な科学」』[6]
- 2012年11月 - 山崎賞（NPO法人農業開発技術者協会・農道館主宰）[9]
- 2012年11月 - 第11回（平成24年度）広島大学学長表彰（広島大学開催）[10]
- 2013年2月 - 第9回（平成24年度）日本学士院学術奨励賞（日本学士院開催）[11]
- 2013年2月 - 第9回（平成24年度）日本学術振興会賞（日本学術振興会開催）[12]
- 2019年2月 - 新書大賞2019 2位（中央公論新社開催）『文系と理系はなぜ分かれたのか』[3]

## 著書

### 単著
- 『科学アカデミーと「有用な科学」――フォントネルの夢からコンドルセのユートピアへ-』名古屋大学出版会 2011年3月 ISBN 4815806616
- 『文系と理系はなぜ分かれたのか』星海社新書 2018年8月 ISBN 4065123844

### 共著
- 『科学の真理は永遠に不変なのだろうか――サプライズの科学史入門  (BERET SCIENCE)』ベレ出版 2013年11月 ISBN 4860642368
- 三成美保、藥師実芳、隠岐さや香、髙橋裕子ほか 著、三成美保 編『教育とLGBTIをつなぐ―学校・大学の現場から考える』青弓社、2017年5月30日。ISBN 978-4787234155。

### 翻訳
- ダニエル・R. ヘッドリク『情報時代の到来――「理性と革命の時代」における知識のテクノロジー』塚原東吾と共訳 法政大学出版局   2011年7月 ISBN 4588371150

## 論文

### 雑誌論文
- 「一七八〇年代のパリ王立科学アカデミーと「政治経済学」」哲学・科学史論叢   3 95-118   2001年1月
- 「18世紀パリ王立科学アカデミー終身書記による「科学の有用性」をめぐる言説の変遷とその背景」化学史研究   29(3) 154-171   2002年9月
- "Academicians and Experts? The Académie Royale des Sciences and Hospital Reform at the End of the Eighteenth Century"　Fields of Expertise: A Comparative History of Expert Procedures in Paris and London, 1600 to Present, ed. Christelle Rabier, Cambridge Scholars Publishing   149-172   2007年8月
- 「18世紀における河川整備事業とパリ王立科学アカデミー」 科学史研究. 第II期 48(251) 129-141 2009年9月
- 「十八世紀パリ王立科学アカデミーと「有用な科学」の追求――理想の学者像と道具的専門性の狭間で」化学史研究  38(3) 167-168 2011年9月
- 「パスカルの生きた時代と科学のアカデミー」数学文化  18号 44-57 2012年9月
- "Prisons, hôpitaux, population : l'Œconomie dans la Table de l'Académie des sciences de Paris"『百科全書』・啓蒙研究論集 (2) 77-93   2013年3月
- 「写真で読む研究レポート――科学アカデミーの誕生」アステイオン(78) 【特集】科学を試す 阪急コミュニケーションズ 2013年5月
- 「「混合数学」の確立とその衰退 1600-1800」Historia Scientiarum   23(2) 82-91 2014年1月
- 「『百科全書』と啓蒙思想からみた「エコノミー」」Νύξ(ニュクス)1号 (特集 <エコノミー>概念の思想史 : アリストテレスからピケティへ)　2015年1月
- "OE/Économie and science in france during the age of social reform (1760-1790): Agronomy, natural history and political arithmetic" The Foundations of Political Economy and Social Reform: Economy and Society in Eighteenth-Century France. Routledge 2017

### 書籍所収論文
- 「数学と社会改革のユートピア─―ビュフォンの道徳算術からコンドルセの社会数学まで」金森修編著『科学思想史』勁草書房、2010年
- "L'utilité des sciences d'après les discours des secrétaires perpétuels de l'Académie royale des sciences de Paris au XVIIIe siècle"  in Entre belles-lettres et disciplines. Les savoirs au XVIIIe siècle　Sous la direction de Franck Salaün et Jean-Pierre Schandeler. Publications du Centre international d'étude du XVIIIe siècle   2011年12月 ISBN 978-2-84559-088-5
- 「コンドルセの社会数学――科学と民主主義への夢想」金森修編『合理性の考古学――フランスの科学思想史』東京大学出版会 2012年12月 ISBN 4130101234
- 「科学アカデミーとは何か──「アカデミーと学協会の時代」の起源とその終焉について」市川浩編著『科学の参謀本部――ロシア／ソ連邦科学アカデミーに関する国際共同研究』北海道大学出版会 2016年3月
- 「｢有用な科学」とイノベーションの概念史」『ポスト冷戦時代の科学/技術 (岩波講座 現代 第2巻)』岩波書店   2017年2月   ISBN 4000113828
- 「日本の大学での性的少数者に関する調査結果」三成美保編著『教育とLGBTIをつなぐ――学校・大学の現場から考える』青弓社 2017年5月 ISBN 978-4-7872-3415-5

## 出演
- ポリタスTV（YouTube、2022年12月14日）
- デモクラシータイムス（YouTube、2023年3月14日、2023年12月5日）